# Grupeto

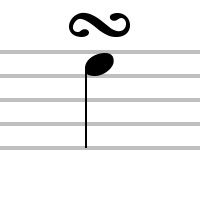
Figura 1. Grupeto.

El grupeto (del italiano gruppetto, "pequeño grupo") en música es un ornamento melódico que consiste en una sucesión de un grupo de tres o cuatro notas que por grados conjuntos rodean a la nota escrita, que se considera la nota principal. Por norma general, supone un doble giro alrededor de la nota principal, es decir, se toca la nota principal, la nota inmediatamente superior situada a distancia de segunda, otra vez la principal, la inmediatamente inferior y de nuevo la principal. Aunque también existen los grupetos invertidos o ascendentes en los que se intercambia en el orden la nota superior y la inferior.
Este adorno musical en otros idiomas recibe las siguientes denominaciones: turn en inglés; double cadence, doublé, tour de gosier en francés; Doppelschlag en alemán; groppo, circolo mezzo, gruppetto en italiano.

## Tipologías
El grupeto es quizás el adorno musical que más modos de interpretación posee. Los grupetos se pueden diferenciar según el posicionamiento de las notas que los componen y según su posición respecto a la nota a ejecutar.

### Grupetos descendentes y ascendentes
- Grupeto descendente: en el que se toca la nota principal, la nota auxiliar superior, otra vez la principal, la auxiliar inferior y de nuevo la principal.
- Grupeto ascendente o invertido: consistente en hacer el giro en el sentido inverso, como en la preparación de un trino ascendente. En ese caso, la secuencia de notas pasa a ser la nota principal, la auxiliar inferior, la principal, la auxiliar superior y la principal de nuevo. La forma más habitual de anotarlo es con el mismo signo que el grupeto normal, pero atravesado por una raya vertical y otras veces se usa el mismo signo girado. También hay otros que comienzan en la nota principal y descienden una tercera por debajo.

|                      |
| Grupeto descendente. |

|                                 |
| Grupeto ascendente o invertido. |

|                                 |
| Grupeto ascendente o invertido. |

Los teóricos de la música no siempre han estado de acuerdo en el significado de los signos del grupeto. Así pues, unos teóricos afirman que el grupeto se comienza con la nota superior a la principal cuando el primer bucle de la S se abre hacia arriba y con la nota inferior si el primer bucle se abre hacia abajo. Por su parte, otros teóricos indican justo lo contrario, el signo con el primer bucle hacia arriba es el que corresponde al grupeto que empieza en la nota inferior, y el que tiene el bucle hacia abajo se inicia con la superior.

### Grupetos anteriores y posteriores
- Grupeto anterior o al paso: cuando el signo se coloca encima de la nota a ejecutar, el grupeto se compone de tres notas cuyo valor se toma del comienzo de la nota escrita. Es decir, consiste en el paso de la nota auxiliar superior a la inferior pasando por la nota principal para finalizar de nuevo en la nota principal. Se trata de un ornamento cercano al mordente y a la apoyatura. Un ejemplo de este tipo de grupeto aparece en el adagio de la Sonata para piano op. 2 n.º 1 de Beethoven.[4]

- Grupeto posterior o ritardatto: cuando el signo se coloca desplazado hacia adelante respecto a la nota a ejecutar, es decir, entre dos notas. Su valor se toma del final de la nota precedente al grupeto. Es decir, el adorno se sitúa antes de la entrada de la segunda nota, pero debe interpretarse de tal manera que no resulte precipitado ni apresurado. También es llamado largo, aunque sigue siendo una rápida sucesión de notas. Algunos ejemplos se pueden ver en el Minueto del Op. 10 n.º 1 así como en la Romanza para violín n.º 2 de Beethoven.[4]

- Si estas dos notas son diferentes, el grupeto estará compuesto de cuatro sonidos.
- Si ambas notas tienen la misma altura, el grupeto sólo estará formado por tres sonidos.
- Si la primera de estas dos notas es una figura con puntillo, se considera que el grupeto se ha de interpretar entre el segundo y el tercer tercio del valor con punto, por lo que se corresponde con el grupeto colocado entre dos notas de igual altura, y se articulan tres sonidos.

|                             |
| Grupeto anterior o al paso. |

|                                 |
| Grupeto posterior o ritardatto. |

### Otros tipos
- Grupeto vertical: Bach a veces escribía sus signos de grupeto verticalmente y este símbolo se encuentra en algunas ediciones de su obra. El signo de grupeto vertical aparece también en The Imperial Method for the Cornet (El método Imperial para la corneta) escrito por I. H. Odell en 1899, donde es denominado «grupeto invertido».[5]

- Medio mordente: este mismo signo que veíamos que se utiliza para indicar el grupeto ascendente, también constituye un adorno misterioso que aparece en la música para piano de Haydn. El propio compositor lo llamó «medio mordente», sin embargo no ofreció ninguna explicación sobre cómo debía ser ejecutado. La confusión aumenta por el hecho de que el uso que Haydn hizo de este signo fue inconsistente. En circunstancias similares a veces sustituye el grupeto normal, como símbolo o incluso escribiendo el grupeto completo. Hoy en día los pianistas lo interpretan como un grupeto normal o bien como un mordente ya que, en su uso del ornamento, generalmente es indistinguible del mordente. Este extraño ornamento se analiza en el prefacio a la edición de Weiner Urtext de las Sonatas para piano de Haydn. Por su parte, Sonja Gerlach en el Prefacio a la edición de Henle del Concierto para violonchelo en re mayor (Hob. V11b: 2), afirma que el «medio mordente de Haydn» por lo general debe ser considerado como un grupeto rápido que se interpreta en el pulso, aunque también puede entenderse como un mordente invertido.[5][6]

|                   |
| Grupeto vertical. |

|                 |
| Medio mordente. |

## Representación gráfica
Este ornamento musical puede aparecer representado en las partituras o partichelas de tres maneras diferentes:
1. Un símbolo con una forma parecida a una «S» en una de las variantes correspondientes a las tipologías anteriores, que se coloca sobre el pentagrama en la posición pertinente según el tipo de grupeto que se quiera representar. Es decir, se representará el signo horizontal, vertical o atravesado por una línea; colocado encima de la nota afectada o bien algo desplazado hacia delante con respecto a ésta.
2. Las notas concretas que lo integran, en cuyo caso se escriben en un tamaño más pequeño que la nota principal, con una ligadura y sin un valor real. Una muestra de esta notación se puede ver en la Variación op. 2 de Carl Maria von Weber.
3. En ocasiones también se representa escribiendo todas las notas que forman el adorno con todo su valor, como ocurre en la ópera El ocaso de los dioses de Wagner.

|                                                      |
| Figura 2. Notación del grupeto posterior y anterior. |

## Usos y efectos
La velocidad y ritmo exactos de las notas que integran el grupeto puede variar. La manera concreta en la que se debe interpretar un grupeto que el compositor sólo ha marcado con un símbolo es algo que depende, sobre todo, del contexto, así como de los convencionalismos y gustos tantos personales como de la época. 
No así las notas concretas que integran el grupeto; éstas son, en principio, las que corresponden a la escala musical de la tonalidad en que se encuentra el pasaje o la composición, de manera que pueden estar a distancia de tono o de semitono de la nota principal. La costumbre es que sólo la inferior pueda ser alterada en relación con lo establecido por la tonalidad, y que si se altera sea en sentido ascendente para situarse a distancia de semitono de la principal. Esto se indica mediante un sostenido o un becuadro colocado por encima o por debajo del signo de grupeto. De todos modos, también se puede alterar la superior; en este caso con un becuadro o un bemol, según corresponda, sobre el signo. En ambos casos la alteración siempre es para crear un cromatismo y nunca una segunda aumentada.

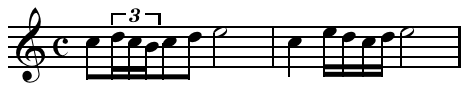
Figura 3. Ejecución del grupeto posterior y anterior.

## Historia
La interpretación del grupeto ha ido variando en el transcurso de la historia de la música dando lugar a los siguientes modos de ejecución:
- En la música barroca se ejecutaba tomando como base la subtónica o sensible, o en su defecto, la supertónica en el grupeto descendente. Se toca con una sucesión de las notas posteriores o en su defecto, de las anteriores, ejecutándose in situ.

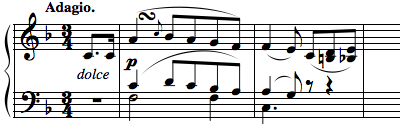
Figura 4. Sonata para piano op. 2 n.º 1, 2º mov. adagio, de Beethoven.

- Durante el Clasicismo se interpreta tomando como base la tónica, luego viaja a la subtónica o sensible, regresa a la tónica y vuelve a la nota base (tónica).
- En el Romanticismo temprano el grupeto se representaba encima de la nota. Sin embargo, con el tiempo empezó a marcarse la diferencia entre el grupeto al paso y ritardatto. Entonces el signo se colocaba dependiendo de si se quería ejecutar de modo clásico que era preferentemente temprano; o bien si se quería ejecutar tardíamente, es decir, como el modo clásico pero con una pausa bastante pronunciada respecto a la nota a ejecutar. En cualquier caso, la interpretación del grupeto romántico era más libre y muchos ejecutantes lo tocaban según su propio criterio.

No obstante, en el siglo XX ya se prefería el uso de un grupeto seco encima de la nota para la ejecución barroca, un grupeto con apoyatura para el clásico y un grupeto desplazado (con o sin apoyatura) para el romántico. 
Todo esto es aplicable también al grupeto descendente.